# Обертауфкирхен
Обертауфкирхен (њем. Obertaufkirchen) општина је у њемачкој савезној држави Баварска. Једно је од 31 општинског средишта округа Милдорф ам Ин. Према процјени из 2010. у општини је живјело 2.403 становника. Посједује регионалну шифру (AGS) 9183135.

## Географски и демографски подаци
Обертауфкирхен се налази у савезној држави Баварска у округу Милдорф ам Ин. Општина се налази на надморској висини од 457 метара. Површина општине износи 31,6 km². У самом мјесту је, према процјени из 2010. године, живјело 2.403 становника. Просјечна густина становништва износи 76 становника/km².